# Mirjam Melchers
Maria Wilhelmina Johanna „Mirjam” Melchers-van Poppel (ur. 26 września 1975 w Arnhem) – holenderska kolarka szosowa i przełajowa, srebrna medalistka szosowych mistrzostw świata i brązowa medalistka przełajowych mistrzostw świata.

## Kariera
Pierwszy sukces w karierze Mirjam Melchers odniosła w sezonie 2000, kiedy zajęła trzecie miejsce w klasyfikacji generalnej Pucharu Świata kobiet w kolarstwie szosowym. Wyprzedziły ją jedynie Litwinka Diana Žiliūtė oraz Finka Pia Sundstedt. Wynik ten powtarzała w sezonach 2003 i 2005, a w sezonach 2001 i 2002 była druga (w pierwszym przypadku wygrała Australijka Anna Millward, a w drugim Niemka Petra Rossner). W 2003 roku Melchers zdobyła srebrny medal w wyścigu ze startu wspólnego na szosowych mistrzostwach świata w Hamilton. W zawodach tych przegrała tylko z Susanne Ljungskog ze Szwecji, a bezpośrednio wyprzedziła Brytyjkę Nicole Cooke. Na rozgrywanych dwa lata później przełajowych mistrzostw świata w St. Wendel była trzecia, za dwoma Niemkami: Hanką Kupfernagel i Sabine Spitz. Holenderka wystąpiła także na igrzyskach olimpijskich w Sydney (2000), igrzyskach w Atenach (2004) i igrzyskach w Pekinie (2008), najlepszy wynik osiągając w 2004 roku, kiedy była szósta w wyścigu ze startu wspólnego oraz trzynasta w indywidualnej jeździe na czas.
Od 2004 roku jej mężem jest były holenderski kolarz Jean-Paul van Poppel.